# Planchonella hochreutineri
Planchonella hochreutineri är en tvåhjärtbladig växtart som beskrevs av Herman Johannes Lam. Planchonella hochreutineri ingår i släktet Planchonella och familjen Sapotaceae. Inga underarter finns listade i Catalogue of Life.